# Xiaoliang Sunney Xie

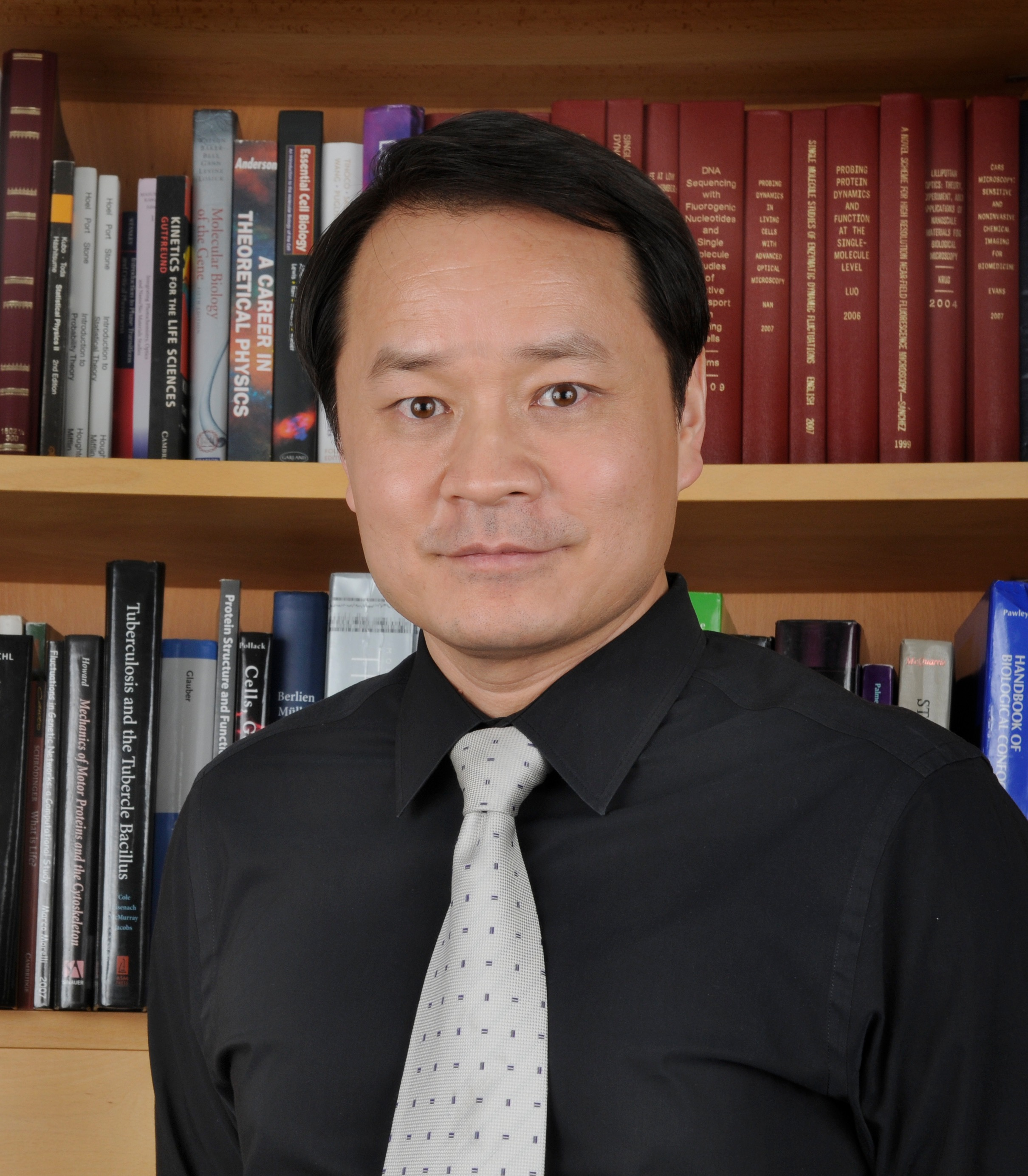
Xiaoliang Sunney Xie, 2011

Xiaoliang Sunney Xie (chinesisch 謝曉亮 / 谢晓亮, Pinyin Xiè Xiǎoliàng, * 1962 in Peking, China) ist Biochemiker und Professor für Chemie und chemische Biologie an der Harvard-Universität. Xie gilt als einer der Gründungsväter der biophysikalischen Chemie einzelner Moleküle, insbesondere der Einzelmolekül-Enzymologie. Er hat entscheidende Beiträge zur CARS-Mikroskopie geleistet.

## Leben und Wirken
Xie erhielt den B. Sc. in Chemie von der Peking-Universität und wurde 1990 an der University of California in San Diego promoviert. Er forschte als Postdoc an der University of Chicago und ging 1992 an das Pacific Northwest National Laboratory, wo er später die Stellung eines Chief Scientist einnahm. 1999 erhielt er eine Professur für Chemie und chemische Biologie an der Harvard-Universität.
Xie untersuchte als einer der ersten Wissenschaftler Anfang der 1990er Jahre die Fluoreszenz einzelner Moleküle bei Raumtemperatur. Seine Arbeitsgruppe hat seither mit zur Entstehung des Einzelmolekül-Forschungsgebietes und seiner Anwendungen in der Biologie beigetragen. Schwerpunkt der Forschung liegt in der Einzelmolekül-Enzymologie, der Konformations-Dynamik von Proteinen sowie der Einzelmolekül-Dynamik in lebenden Zellen.

## Auszeichnungen (Auswahl)
- 1996: Coblentz Award
- 2003: Raymond and Beverly Sackler Prize
- 2004: National Institutes of Health Director's Pioneer Award
- 2006: Fellow der Biophysical Society
- 2006: Fellow der American Association for the Advancement of Science
- 2007: Willis-E.-Lamb-Preis für Laserforschung und Quantenoptik
- 2008: Berthold Leibinger Zukunftspreis für angewandte Lasertechnologie
- 2008: Fellow der American Academy of Arts and Sciences
- 2009: Ernest-Orlando-Lawrence-Preis
- 2011: Mitglied der National Academy of Sciences
- 2015: Peter Debye Award
- 2015: Albany Medical Center Prize

## Veröffentlichungen
- Xie, X.S. Choi,P.J. Li, G.-W. Lee, N.K. Lia, G.: Molecule Approach to Molecular Biology in Living Bacterial Cells. In: Annual Review of Biophysics. Nr. 37, 2008, S. 417.
- Elf, J. Li, G. Xie, X.S.: Probing Transcription Factor Dynamics at the Single-Molecule Level in a Living Cell. In: Science. Nr. 316, 2007, S. 1191.
- Cai, L. Friedman, N. Xie, X.S.: Stochastic Protein Expression in Individual Cells at the Single Molecule Level. In: Nature. Nr. 440, 2006, S. 358.
- Evans, C.L. Potma, E.O. Puoris'haag, M. Côté, D. Lin, C.P. Xie, X.S.: Stochastic Protein Expression in Individual Cells at the Single Molecule Level. In: Nature. Nr. 440, 2006, S. 358.
- Evans, C.L. Potma, E.O. Puoris'haag, M. Côté, D. Lin, C.P. Xie, X.S.: Chemical Imaging of Tissue in vivo with Video-rate Coherent Anti-Stokes Raman Scattering Microscopy. In: Proceedings of the National Academy of Sciences. Nr. 102, 2005, S. 16807.
- Zumbusch, A. Holtom, G.R. Xie, X.S.: Vibrational Microscopy Using Coherent Anti-Stokes Raman Scattering. In: Physical Review Letters. Nr. 82, 1999, S. 4142.
- Lu, H.P. Xun, L. Xie, X.S.: Single-Molecule Enzymatic Dynamics. In: Science. Nr. 282, 1998, S. 1877.
- Xie, X.S. Dunn, R.C.: Probing Single Molecule Dynamics. In: Science. Nr. 265, 1994, S. 361.